# Phong trào xã hội

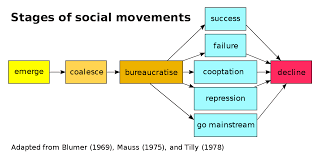
Các giai đoạn của một phong trào xã hội

Phong trào xã hội là một loại hành động nhóm. Không có định nghĩa đồng thuận duy nhất của một phong trào xã hội. Chúng là những nhóm lớn, đôi khi không chính thức, gồm tập hợp các cá nhân hoặc tổ chức tập trung vào các vấn đề chính trị hoặc xã hội cụ thể. Nói cách khác, phong trào xã hội thực hiện, chống lại hoặc phục hồi một thay đổi xã hội. Các phong trào xã hội tạo ra một cách thay đổi xã hội từ tầng đáy trong các quốc gia.
Các phong trào xã hội có thể được định nghĩa là "các cấu trúc và chiến lược tổ chức có thể trao quyền cho dân số bị áp bức để thực hiện các thách thức hiệu quả và chống lại các tầng lớp mạnh hơn và được ưu đãi hơn".
Khoa học chính trị và xã hội học đã phát triển nhiều lý thuyết và nghiên cứu thực nghiệm về các phong trào xã hội. Ví dụ, một số nghiên cứu về khoa học chính trị nhấn mạnh mối quan hệ giữa các phong trào phổ biến và sự hình thành các đảng chính trị mới  cũng như thảo luận về chức năng của các phong trào xã hội liên quan đến thiết lập chương trình nghị sự và ảnh hưởng đến chính trị. Các nhà xã hội học phân biệt giữa một số loại phong trào xã hội bằng cách xem xét những đặc điểm như phạm vi, loại thay đổi, phương pháp làm việc, loại thay đổi, phạm vi và khung thời gian.
Các phong trào xã hội phương Tây hiện đại trở nên khả thi thông qua giáo dục (phổ biến rộng rãi hơn về văn học) và tăng tính di động của lao động do quá trình công nghiệp hóa và đô thị hóa của các xã hội thế kỷ 19. Đôi khi người ta lập luận rằng tự do ngôn luận, giáo dục và độc lập kinh tế tương đối phổ biến trong văn hóa phương Tây hiện đại chịu trách nhiệm về số lượng và phạm vi chưa từng có của các phong trào xã hội đương đại. Nhiều phong trào xã hội trong một trăm năm qua đã lớn lên, như Mau Mau ở Kenya, để chống lại chủ nghĩa thực dân phương Tây. Các phong trào xã hội đã và đang tiếp tục được kết nối chặt chẽ với các hệ thống chính trị dân chủ. Đôi khi, các phong trào xã hội đã tham gia vào việc dân chủ hóa các quốc gia  nhưng các phong trào này chủ yếu chỉ phát triển mạnh mẽ sau khi dân chủ hóa. Trong hơn 200 năm qua, các phong trào xã hội đã trở thành một phần của một biểu hiện bất đồng chính kiến phổ biến với quy mô toàn cầu.
Các phong trào xã hội hiện đại thường sử dụng công nghệ và internet để huy động mọi người trên toàn cầu. Thích ứng với xu hướng truyền thông là một chủ đề phổ biến trong các phong trào đã thành công. Nghiên cứu đang bắt đầu khám phá cách các tổ chức vận động liên kết với các phong trào xã hội ở Mỹ  và Canada  sử dụng phương tiện truyền thông xã hội để tạo điều kiện cho sự tham gia của công dân và hành động tập thể. Tổng quan tài liệu có hệ thống của Buettner & Buettner đã phân tích vai trò của Twitter trong một loạt các phong trào xã hội (WikiLeaks 2007, Moldova, 2009 Cuộc biểu tình của sinh viên Áo, 2009 Israel-Gaza, 2009 Cách mạng xanh Iran, 2009 Toronto G20, 2010 Venezuela, 2010 Đức Stuttgart21, 2011 Ai Cập, 2011 Anh, 2011 Phong trào chiếm đóng của Mỹ, 2011 Indignados Tây Ban Nha, 2011 Hy Lạp Aganaktismenoi, 2011 Ý, 2011 cuộc biểu tình lao động Wisconsin, 2012 Israel Hamas, 2013 Brazil Vinegar, 2013 Thổ Nhĩ Kỳ).